# Genealogieprogramm

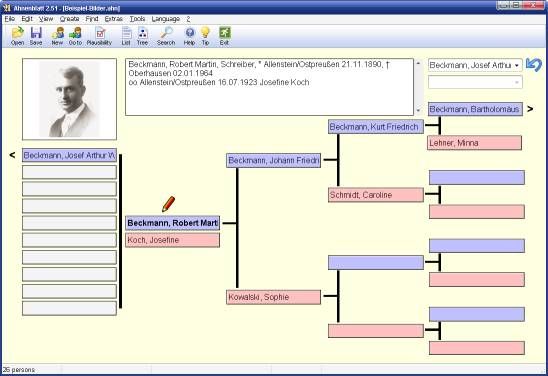
Ahnenblatt (mehrsprachige Freeware)

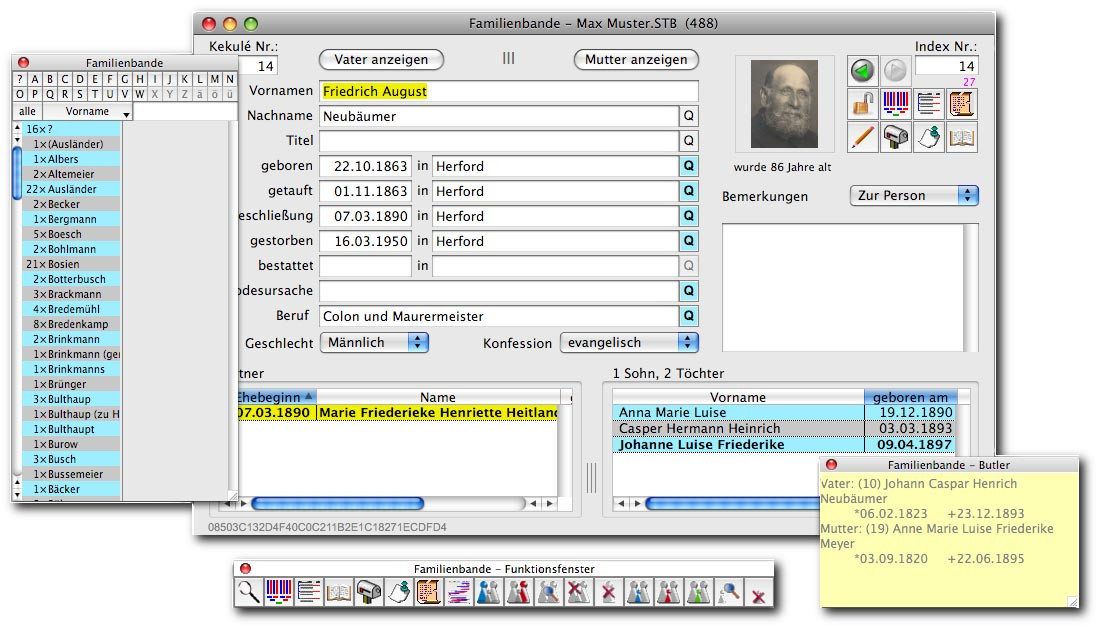
Familienbande (Freeware)

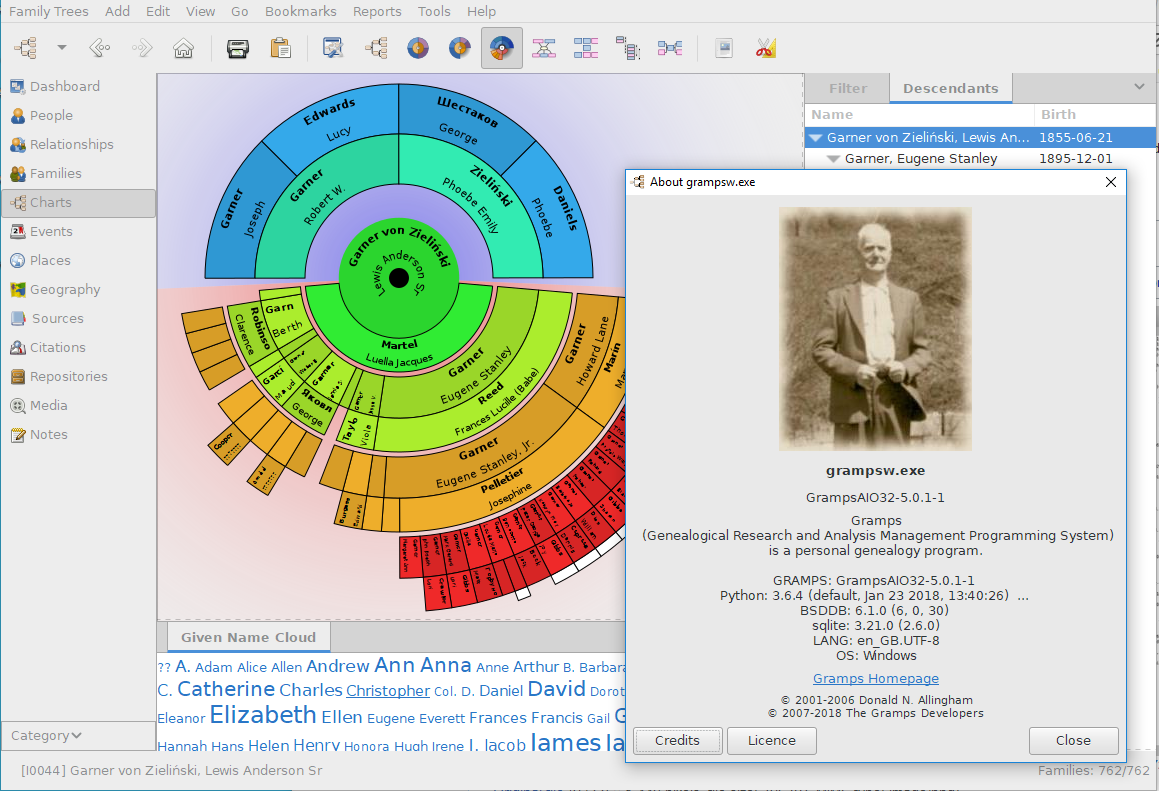
Gramps (freie Software)

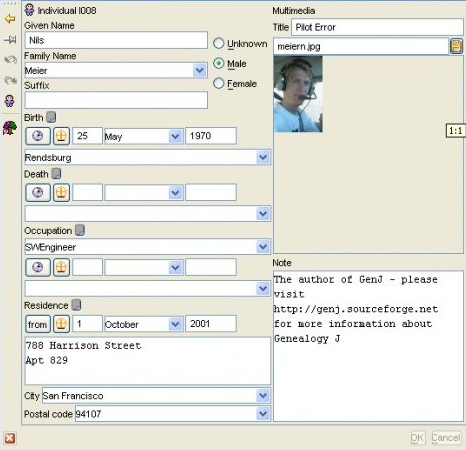
GenealogyJ (freie Software)

Ein Genealogieprogramm ist ein Computerprogramm und ein Hilfsmittel bei der genealogischen Forschung. Es unterstützt den Genealogen bei der Verwaltung und Aufbereitung genealogischer Daten. So unterstützt es
- die Datenspeicherung,
- die Auswertung genealogischer Quellen,
- die Dokumentation genealogischer Hypothesen und der evidenzbasierten Schlussfolgerungen,
- die Präsentation der Daten, etwa in Form von Berichten, Listen, Diagrammen oder Tafeln, sowie
- die Erstellung von Veröffentlichungen, z. B. in Form von Ortsfamilienbüchern, E-Books oder genealogischen Websites.

## Geschichte
Um 1980 wurde das erste, damals noch DOS-basierte, genealogische Computerprogramm im Auftrag der Genealogischen Gesellschaft von Utah realisiert. PAF (Personal Ancestral File) wurde in der Folge ständig weiterentwickelt. Seit Juli 2013 kann es jedoch nicht mehr heruntergeladen werden und es wird kein Support mehr dafür angeboten. Zeitgleich wurde ein Format für den Datenaustausch GEDCOM zwischen Genealogieprogrammen entwickelt, der sich als Quasi-Standard durchgesetzt hat. Allerdings unterstützen nicht alle Genealogieprogramme den Standard im vollen Umfang, so dass es beim Datenaustausch zwischen verschiedenen Programmen häufig zum Verlust von Daten kommt. Nachdem der GEDCOM-Standard mehr als 20 Jahre lang nicht mehr weiter entwickelt worden ist, ist 2021 die überarbeitete Version 7.0 des Standards herausgegeben worden.
Dieser wird aber bislang nur von wenigen Programmen unterstützt.

## Kategorien
Es gibt bei den Genealogieprogrammen verschiedene Kategorien, in die man diese einordnen kann.
Zum einen kann man unterscheiden, auf welchen Systemen oder Plattformen das Programm installiert ist
- PC mit Windows oder MacOS oder Linux
- Mobiles Gerät mit Android oder iOS
- eigener Server (im Internet oder lokal)
- Dienst im Internet (etwa von MyHeritage, FamilySearch, GeneaNet, Ancestry, WikiTree …)

Zusätzlich kann auch nach dem grundsätzlichen Ansatz des Programmes unterschieden werden
- vollumfängliches Programm (Bearbeiten und Darstellen von genealogischen Daten)
  - ergebnisorientiert
  - evidenzbasiert
- Hilfsprogramm (fokussiert etwa auf Plausibilitätstests oder auf die Druckausgabe von grafischen Darstellungen)

Und man kann die Programme nach ihrem kommerziellen Ansatz gruppieren
- kostenlos
- Einmalkauf
- Abonnement

## Datenaustausch
Die meisten Genealogieprogramme ermöglichen den Im- und Export von Daten im GEDCOM-Format, so dass man selbst verschiedene Programme, mit ihren spezifischen Vorteilen, nutzen kann oder auch Daten mit anderen Genealogen teilen kann, die andere Genealogieprogramme verwenden.
Die Programme ermöglichen es üblicherweise dem Benutzer, die Weitergabe von Informationen einzuschränken, etwa indem der Export von Informationen über lebende Personen aus Datenschutz-Gründen ausgeschlossen wird.